# Super Bowl XXXIV
Super Bowl XXXIV je bio završna utakmica 80. po redu sezone nacionalne lige američkog nogometa. U njoj su se sastali pobjednici AFC konferencije Tennessee Titansi i pobjednici NFC konferencije St. Louis Ramsi. Pobijedili su Ramsi rezultatom 23:16, kojima je to bio treći osvojeni naslov, prvi u eri Super Bowla.
Utakmica je odigrana na stadionu Georgia Dome u Atlanti u Georgiji, kojoj je to bilo drugo domaćinstvo utakmice Super Bowla (prvo je bilo Super Bowl XXVIII 1994. godine).

## Tijek utakmice
| Četvrtina | Vrijeme | Momčad | Informacija o promjeni rezultata                                                | Rezultat | Rezultat |
| Četvrtina | Vrijeme | Momčad | Informacija o promjeni rezultata                                                | Titans   | Rams     |
| --------- | ------- | ------ | ------------------------------------------------------------------------------- | -------- | -------- |
| 1         | 3:00    | STL    | field goal (Wilkins)                                                            | 0        | 3        |
| 2         | 4:16    | STL    | field goal (Wilkins)                                                            | 0        | 6        |
| 2         | 0:15    | STL    | field goal (Wilkins)                                                            | 0        | 9        |
| 3         | 7:20    | STL    | touchdown dodavanjem (Warner-Holt), uspješan pokušaj za dodatni poen (Wilkins)  | 0        | 16       |
| 3         | 0:14    | TEN    | touchdown probijanjem (George), neuspješan pokušaj za dva dodatna poena         | 6        | 16       |
| 4         | 7:21    | TEN    | touchdown probijanjem (George), uspješan pokušaj za dodatni poen (Del Greco)    | 13       | 16       |
| 4         | 2:12    | TEN    | field goal (Del Greco)                                                          | 16       | 16       |
| 4         | 1:54    | STL    | touchdown dodavanjem (Warner-Bruce), uspješan pokušaj za dodatni poen (Wilkins) | 16       | 23       |

## Statistika utakmice

### Statistika po momčadima
| Statistika                                                      | Tennessee Titans | St. Louis Rams |
| --------------------------------------------------------------- | ---------------- | -------------- |
| Prvih pokušaja                                                  | 27               | 23             |
| Ukupno osvojenih jardi                                          | 367              | 436            |
| Broj napada probijanjem                                         | 36               | 13             |
| Ukupno jardi osvojenih probijanjem                              | 159              | 29             |
| Broj napada s kompletiranim dodavanjem/ukupno napada dodavanjem | 22/36            | 24/45          |
| Ukupno jardi osvojenih dodavanjem                               | 208              | 407            |
| Izgubljenih lopti                                               | 0                | 0              |
| Prekršaji (izgubljenih jardi)                                   | 7 (45)           | 8 (60)         |
| Vrijeme posjeda lopte (min:s)                                   | 36:26            | 23:34          |

### Statistika po igračima

#### Najviše jardi dodavanja
| Quarterback        | Dodavanja* | Yds** | TD*** | Int**** |
| ------------------ | ---------- | ----- | ----- | ------- |
| Steve McNair (TEN) | 22/36      | 214   | 0     | 0       |
| Kurt Warner (STL)  | 24/45      | 414   | 2     | 0       |

#### Najviše jardi probijanja
| Igrač                | Pokušaja* | Yds** | TD*** |
| -------------------- | --------- | ----- | ----- |
| Eddie George (TEN)   | 28        | 95    | 2     |
| Marshall Faulk (STL) | 10        | 17    | 1     |

#### Najviše uhvaćenih jardi dodavanja
| Igrač               | Dodavanja* | Yds** | TD*** |
| ------------------- | ---------- | ----- | ----- |
| Jackie Harris (TEN) | 7/8        | 64    | 0     |
| Isaac Bruce (STL)   | 6/12       | 162   | 1     |

Napomena: * - broj kompletiranih dodavanja/ukupno dodavanja, ** - ukupno jardi dodavanja, *** - broj touchdownova (polaganja), **** - broj izgubljenih lopti